# André Burgère
André Burgère, nom d'artiste de Marcel Foussard, est un acteur français, né le 12 juillet 1903 à Paris, ville où il est mort le 28 mai 1983.

## Biographie
En 1941, il est désigné par erreur comme étant Juif dans l'exposition "Le Juif et la France". Son portrait est finalement retiré de l'exposition.

## Filmographie
- 1930 : Le Procès de Mary Dugan : Jimmy Dugan
- 1930 : Atlantis
- 1930 : Lévy et Cie : David Lévy
- 1931 : Le Refuge de Léon Mathot : André, dit Saëtta
- 1931 : Le Père célibataire
- 1931 : Big House : Kent
- 1931 : Serments : Armas de Murnau
- 1932 : Quand on est belle : Jacques Madison
- 1933 : Quelqu'un a tué
- 1933 : Le Masque qui tombe : Charles, fils de l'amiral
- 1933 : Le Fakir du Grand Hôtel : Alain Lecharretier
- 1934 : La Reine de Biarritz
- 1935 : Le Vertige : Henri de Cassel
- 1935 : Le Domino vert : Robert Zamietti
- 1936 : Les Mariages de Mademoiselle Lévy : Gaston Berheim
- 1936 : Cœur de gueux : Jean Berthier
- 1938 : Le Tigre du Bengale : Fédor Borodine
- 1938 : Le Tombeau hindou : Fédor Borodine
- 1938 : Le Joueur : Le docteur Tronka
- 1938 : Terre de feu de Marcel L'Herbier : L'avocat
- 1939 : Terra di fuoco de Giorgio Ferroni et Marcel L'Herbier, version italienne du précédent : L'avocat
- 1939 : Nord-Atlantique : César
- 1947 : Inspecteur Sergil : Jacques Saugères
- 1951 : Dakota 308 : Le directeur du camp